# Oxborough
Oxborough – wieś w Anglii, w hrabstwie Norfolk, w dystrykcie Breckland. Leży 50 km na zachód od Norwich i 129 km na północ od Londynu. Miejscowość liczy 240 mieszkańców.